# Каналопатија
Каналопатије су група болести узрокованих дисфункцијом јонских канала оболелих појединаца или њиховом интеракцијом са протеинима. Ове болести могу бити наслеђене или стечене (након других поремећаја, лекова или токсина).

## Етиологија
Мутације у генима који кодирају јонске канале, због нарушавања њихове функције најчешћи су  узрок каналопатија. Постоји више од 400 гена који кодирају јонске канале, који се налазе у свим типовима људских ћелија и укључени су у скоро све физиолошке процесе. Сваки тип канала је мултимерни комплекс подјединица кодираних бројним генима. У зависности од тога где се мутација дешава, она може утицати на место, проводљивост, селективност јона или трансдукцију сигнала канала.

## Категоризација
Каналопатије се могу категорисати на основу система органа са којим су повезане. У кардиоваскуларном систему, електрични импулс потребан за сваки откуцај срца обезбеђује електрохемијски градијент сваке срчане ћелије. Пошто број откуцаја срца зависи од правилног кретања јона преко површине мембране, срчане каналопатије представљају кључну групу срчаних обољења. Синдром дугог QT интервала, најчешћи је облик срчане каналопатије, коју карактерише продужена вентрикуларна реполаризација, предиспонирајући на висок ризик од вентрикуларних тахиаритмија (нпр. торсада де поинтс), синкопа и изненадна срчана смрт.
Каналопатије људских скелетних мишића укључују хипер и хипокалемију (високе и ниске концентрације калијума у крви), периодичне парализе и поремећаје који се називају урођена миотонија и урожена парамиотонија.
Каналопатије које утичу на функцију синапсе су врста синаптопатија.
| Стање                                                          | Тип канала                                                                |
| -------------------------------------------------------------- | ------------------------------------------------------------------------- |
| Алтернативна хемиплегија                                       | Na⁺/K⁺-ATPаза                                                             |
| Бартеров синдром                                               | Различити по типу                                                         |
| Бругада синдром                                                | Различити по типу                                                         |
| Катехоламинергичка полиморфна вентрикуларна тахикардија        | Рианодински рецептор                                                      |
| Урођени хиперинсулинизам                                       | Калијум јонски канал који се исправља према унутра                        |
| Цистична фиброза                                               | Хлоридни канал                                                            |
| Драветов синдром                                               | Напонски натријумски канал                                                |
| Епизодна атаксија                                              | Напонски калијумски канал                                                 |
| Еритхромелалгиа                                                | Напонски натријумски канал                                                |
| Генерализована епилепсија са фебрилним нападима плус           | Напонски натријумски канал                                                |
| Породична хемиплегична мигрена                                 | Разни                                                                     |
| Повезано са одређеним обликом онемогућавања фибромегалије      | Напонски натријумски канал                                                |
| Хиперкалемијска периодична парализа                            | Напонски натријумски канал                                                |
| Хипокалемијска периодична парализа                             | Напонски натријумски канал или калцијумски канал са напоном (калцопатија) |
| Ламберт-Еатон миастенични синдром                              | Калцијумски канал са напоном                                              |
| Синдром дугог КТ интервала Главни тип Романо-Вардовог синдрома | Разно, по врсти                                                           |
| Малигна хипертермија                                           | Калцијумски канал везан за лиганд                                         |
| Муколипидоза тип ИВ                                            | Неселективни катјонски канал                                              |
| Миотониа цонгенита                                             | Хлоридни канал са напоном                                                 |
| Оптички неуромијелитис                                         | Аквапорин-4 водени канал                                                  |
| Неуромиотонија                                                 | Напонски калијумски канал                                                 |
| Несиндромска глувоћа                                           | Мисцелланеоус                                                             |
| Урођена парамиотониа(периодична парализа)                      | Напонски натријумски канал                                                |
| Полимикрогирија (малформација мозга)                           | Напонски натријумски канал, СЦН3А АТП1А3                                  |
| Пигментни ретинитис: (неки облици)                             | Неспецифични јонски канали регулисани лигандом                            |
| Синдром кратког QТ интервала                                   | Сумња на различите калијумове канале                                      |
| Тимоти синдром                                                 | Калцијумски канал са напоном                                              |
| Тинитус                                                        | Калијумски канал са регулацијом напона КЦНК породице                      |
| Напади                                                         | Напонски натријумски канал                                                |